# Marie de Molina
Titres
Reine de Castille
1284 – 1295
Dame de Molina
1293 – 1321
Marie Alfonso de Meneses, née en 1265 et décédée à Valladolid en 1321, généralement désignée sous le nom de Marie de Molina, est reine de Castille et de León par son mariage avec Sanche IV de 1284 à 1295 puis reine régente pendant les minorités de son fils Ferdinand et de son petit-fils Alphonse.

## Biographie
Marie de Molina est la fille de l'infant Alphonse de Molina (second fils d'Alphonse IX de León et de Bérengère de Castille, petit frère de Ferdinand III de Castille) et de sa troisième épouse, done Mayor Alfonso de Meneses. Elle naquit en 1265.
En 1281, elle contracta un mariage avec le second fils d'Alphonse X de Castille, qui régna à la mort de son père sous le nom de Sanche IV.
De cette union naquirent six enfants :
- Isabelle de Castille et de Molina, (1283 - 1328), mariée avec Jacques II d'Aragon puis avec Jean III de Bretagne ;
- Ferdinand IV de Castille, (1285 - 1312), couronné en 1295 comme roi de Castille-et-León ;
- Alphonse, (? - 1319) ;
- Pierre, (? - 1319) ;
- Philippe, (? - ?) ;
- Béatrice, (1293 - 1359), reine du Portugal entre 1325 et 1357 par son mariage en 1309 avec l'héritier de la couronne du Portugal, le futur Alphonse IV de Portugal.

Les commencements du mariage avec l'infant furent difficiles, car le mariage n'avait pas reçu la dispense pontificale nécessaire pour un double motif : d'une part existaient des liens de consanguinité de troisième degré entre les mariés et d'autre part Sanche avait été fiancé au préalable avec une riche héritière catalane nommée Guillerma de Montcada. Le mariage fut considéré comme nul et, par conséquent, tous les enfants nés de celui-ci tenus pour illégitimes.

## Reine de Castille et León
Au mois d'avril 1284, Sanche et Marie apprirent à Ávila la mort d'Alphonse X à Séville en même temps que l'annonce que le testament déshéritait son fils Sanche en faveur de son petit-fils Alphonse de La Cerda, fils de son aîné.
Le jour suivant Sanche et Marie, les funérailles terminées, changèrent les vêtements de deuil pour des tissus d'or royaux et Sanche se proclama souverain de Castille et León, faisant reconnaître comme reine Marie et sa fille Isabelle comme héritière. Ils effectuèrent ensuite le voyage jusqu'à Tolède pour y faire le couronnement.
Le premier mai, ils entrèrent à Tolède et furent couronnés monarques des royaumes de Castille, de Tolède, de León, de Galice, de Séville, de Cordoue, de Murcie, de Jaén et d'Algarbe.
Le noyau des fidèles au défunt Alphonse X se maintint à Séville, parmi lesquels l'infant Jean (es), frère de Sanche, qui appuyait la décision de son père bien qu'il reconnût Sanche comme roi un peu plus tard.

## Première régence

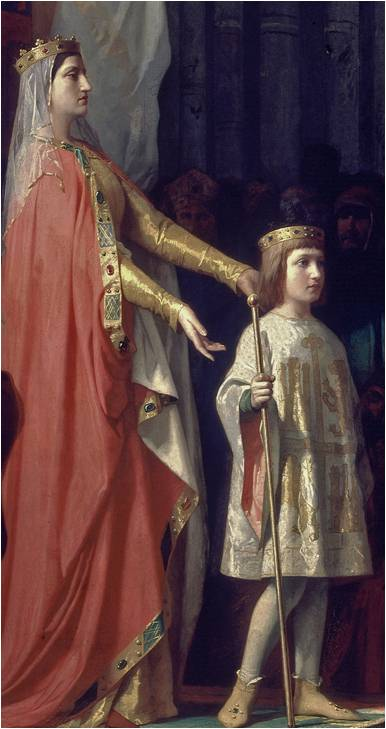
Marie de Molina présentant son fils Ferdinand IV aux Cortès de Valladolid en 1295, tableau d'Antonio Gisbert Pérez, 1863 (détail), Congrès des députés d'Espagne.

Au mois d'avril 1295 le roi Sanche mourut, laissant comme héritier son fils Ferdinand. Terminant les actes publics réglementaires, Marie se retira dans le vieil alcázar pour porter le deuil neuf jours. Elle fut chargée de la régence de son fils. Elle fit reconnaître son autorité et celle du jeune roi par les Cortes de Valladolid en août 1295 en échange de concessions aux revendications des états. Henri de Castille (oncle de Sanche IV) fut reconnu comme tuteur de Ferdinand.
À cause de la possible illégitimité de Ferdinand IV due au mariage de ses parents, la reine régente eut beaucoup de problèmes pour obtenir que son fils reste sur le trône. L'Aragon, le Portugal et la France s'unirent à la lutte incessante de la noblesse castillane menée par les infants Jean et Henri et par les seigneurs de la Cerda pour le contrôle du royaume, pour tenter de profiter de la situation d'instabilité que traversait le royaume de Castille. Mais la reine s'appuya sur les conseils pour contrecarrer la montée en puissance des nobles et réussit à freiner les attaques de l'Aragon et du Portugal en fiançant Ferdinand avec Constance, fille de Denis Ier de Portugal et sa fille Isabelle à Jacques d'Aragon.
Six ans après la mort de Sanche IV, en 1301, le pape Boniface VIII légitima le mariage et par conséquent reconnut Ferdinand comme roi. Celui-ci devient majeur en 1302 et Marie se retira de la régence.

## Deuxième régence
En 1312, après un court règne, le roi Ferdinand IV mourut et l'année suivante la reine Constance du Portugal, ce qui obligea Marie à revenir exercer la régence, au nom de son petit-fils Alphonse (futur Alphonse XI de Castille) qui n'avait qu'un an. Durant cette période les Infants de la Cerda recommencèrent à se révolter. En 1314, durant ce qu'on a appelé la Concorde de Palazuelos la régence du jeune roi fut confiée à ses oncles, les infants Jean et Pierre, autorisant la garde de l'enfant par Marie. La mort des Infants survint en 1319, durant la guerre contre le Royaume de Grenade, ce qui permit à la reine mère de redevenir la principale protagoniste de la scène politique.

## Décès

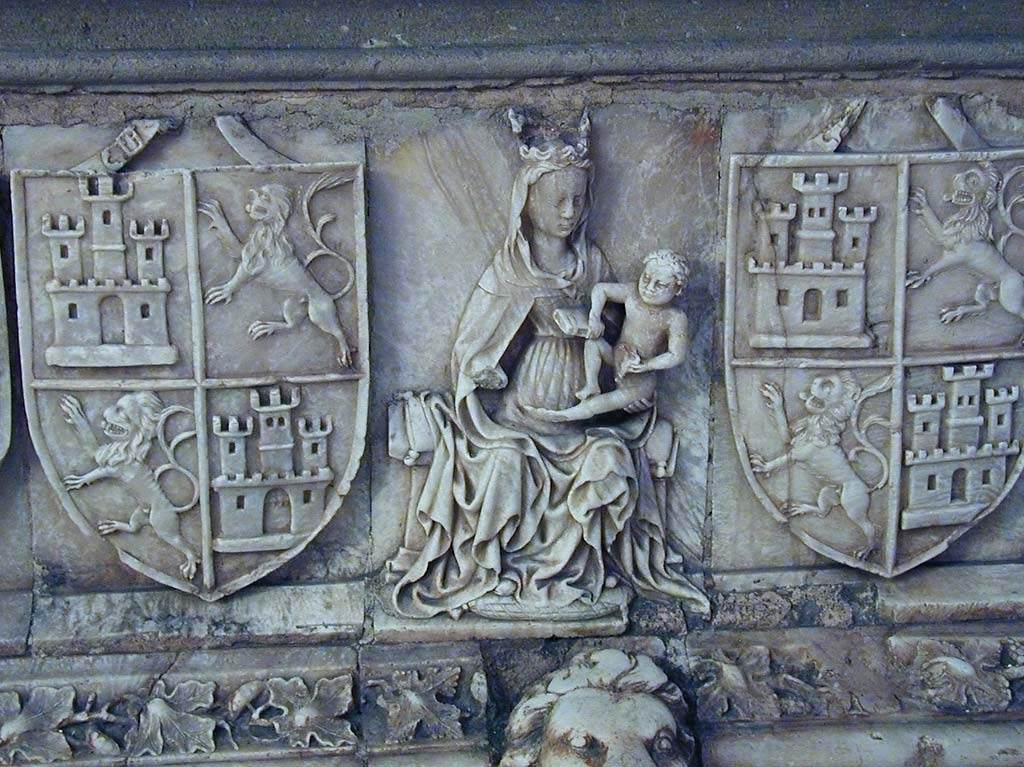
Sarcophage de Marie de Molina, dans le monastère de San Francisco de Valladolid.

En 1321, Marie de Molina tombe gravement malade et s'installe dans le monastère de San Francisco de Valladolid, parce que le palais était en travaux.
Alphonse avait seulement dix ans, et la reine fit appel aux chevaliers de Valladollid et leur recommanda son petit-fils afin qu'ils le prissent, le gardassent et l'élevassent dans la même ville. De la même façon elle leur recommanda sa petite-fille Éléonore.
Le mardi 29 juin, Pedro Sánchez, écrivain de Valladolid, écrivit le testament que la reine lui dictait : elle ordonnait d'être enterrée au monastère de Santa María la Real de las Huelgas (es) de Valladolid et détaillait ses nombreuses offrandes pieuses. Elle disposa des paiements de dettes et distribua revenus et propriétés.
Parmi les témoins se trouvaient don Nuño Pérez de Monroy, le majordome Sánchez de Velasco, des greffiers, des voisins de Valladolid et quelques domestiques de la reine. Les chevaliers de la ville rendirent compte du roi et organisèrent les funérailles que présida le cardinal légat.